# Convento de Santa Margarida do Aivado (Évora)
O Convento de Santa Margarida do Aivado foi um convento da ordem Paulista situado no vale do Aivado, na Quinta de Santa Margarida, a 5km da cidade de Évora. Este convento foi fundado em  1385, pelo Frei Rodrigo Fulcaz, junto a uma ermida dedicada a Santa Margarida.
Foi encerrado em 1823 devido à extinção das Ordens Religiosas. Foi readaptado para residência privada e os seus bens foram integrados no Colégio de São Paulo Eremita em Coimbra.